# スターゲイト・プロジェクト
スターゲイト・プロジェクト（英語: Stargate Project）はアメリカ陸軍の超極秘計画に付されたコードネームのひとつ。軍事作戦に遠隔透視能力（リモート・ヴューイング：RV）を使用する。
1970年代は米ソの冷戦時代であり、軍事競争や諜報活動、スパイ合戦の盛りであった。1970年には東側諸国の超能力研究をまとめた「鉄のカーテンの向こう側の超能力研究」と題するレポートが出版された。米国諜報機関内部では（ニーナ・クラギーナの事例を引き合いに出すまでもなく）共産圏との間に超能力研究格差があるという焦りが生じていた。結果として、1970年代から1994年まで、スタンフォード研究所(SRI)内で同プロジェクトは施行された。1995年に同プロジェクトは終結した。
超能力・超心理学の視点とは別に、心理戦テクニックのノウハウを同プロジェクトが蓄積し、アメリカ陸軍民事活動および心理作戦司令部に引き継がれているという見方もある。

## 主な関係者
- アルバート・スタブルバイン（英語版）少将 :  米陸軍情報部のスターゲイト・プロジェクト責任者。
- ジョゼフ・マクモニーグル :  愛称はジョー。プロジェクト被験者の第一号。登録ナンバー001として知られるプロジェクト最強の遠隔透視能力者。18歳で陸軍に入隊した彼は、1970年、チェコとオーストリア国境近くの小分隊に配属されたある日、体外離脱を体験し、これを契機に超能力が開花する。
- インゴ・スワン : 遠隔透視という用語の作者。スワンの役割は「調整可能な遠隔透視」という枠組みの中で実行可能なプロトコルを開発することにあった。
- パトリック・プライス : (en) プロジェクトの初期段階に於いて、彼は遠隔透視能力者だった。
- リン・ブキャナン : (en) ブキャナンは二つの理由からスタブルバイン少将により採用された軍曹。その二つとは、並外れたテレキネシス（念動力）及び、コンピュータソフトウェアの専門的知識。彼はスターゲイト・プロジェクトのデータベースマネージャとして適していた。
- メル・ライリー : (en) ライリーは1991年に退役した軍曹。体外離脱を行い極めて正確に遠隔透視する能力を持つ。1984年に遠隔透視能力者としてCRVユニット（遠隔透視制御部隊）に加入。彼は1995年に「真実のX-ファイル」と題するBBCのドキュメンタリー番組で特集された。
- ポール・H.スミス : (en) スミスは退役した米陸軍の諜報機関職員。1983年にプロジェクト被験者として訓練された5人のひとり。彼はアメリカ国防情報局の遠隔透視部隊で任務に就くために選任される。「CRV（遠隔透視制御）マニュアル」を作成。
- エド・デイムズ : (en) デイムズはCRVプロトコル作成者のインゴ・スワンによって訓練された5人の遠隔透視能力者のひとり。
- デヴィッド・モアハウス : (en) デヴィッド・モアハウスは1987年にアメリカ国防情報局の遠隔透視部隊に従事。1995年退役後に会社を興し、1万5000人の民間人に遠隔透視訓練を行う。

## 幕引き
1995年に同プロジェクトはCIAに移管され、「成果無し」と総括された上で終結した。
この評価は1987年にNRC（国立研究審議会）によって10年前に提出されたNRCレポートが基になっており、「超心理学現象は30年間も研究されたが、科学的な正当性は何も得られなかった」と結論付けられている。このNRCレポートには「作成された経緯が中立的なものではない」という批判も出ている。
またCIAが下した評価については「スターゲート・プロジェクトが過去に出した肯定的な提出書」はどれも参照されず「極度に否定的な論調のNRC報告」のみが参照されている事や、「限定的な実験データから短絡的に結論を導いている」と批判する者もいる。一方でスパイ衛星などの技術が高まる中、スパイ技術としての遠隔視に実用性を認めなかったのは現実的であるとする見方もある。
超心理学者のエドウィン・メイは、プロジェクトに関わった組織(SAIC)を辞職した後に、評価報告の内幕を暴露する記事を書いている。そこでは「CIAの結論は評価を依頼する前から、(プロジェクトの)廃止に決まっていた」と断言されている。

### NRCレポートへの批判
通常、審議会の調査は中立的な立場の者が委員を務めるが、超心理学の検討委員会の座長にはもともと超心理学に批判的であったレイ・ハイマンが選ばれた。その評定報告の依頼先も中立的な者ではなく批判者であったジェームズ・オルコックが選ばれた。この選定には「超心理学の専門家の意見を収集しないのであれば正当な調査とは言えない」と批判があったが、その抗議の採用はされなかった。
メタ分析の開祖と言われるロバート・ローゼンタールは、NRC調査において超心理学の研究実績の品質が最も高いと評していた。委員長のジョン・スウェッツはこの評価を取り下げるよう要請した。ローゼンタールは拒絶したが、最終的に彼の評定は引用されず、単なる参考文献にすぎないとされた。
こうした経緯をもって、NRCレポートを中立的ではないとする見方がある。

## トリビア
スタンフォード研究所（SRIインターナショナル）は、スターゲイト・プロジェクト及び他の遠隔透視プログラムについて、公式に一切言及していない。